# Ragalna
Ragalna ist eine Stadt der Metropolitanstadt Catania in der Region Sizilien in Italien mit 4217 Einwohnern (Stand 31. Dezember 2023).

## Lage und Daten
Ragalna liegt 30 km nordwestlich von Catania am Südhang des Ätnas. Die Einwohner arbeiten hauptsächlich in der Landwirtschaft und im Sommer im Tourismus. 
Die Nachbargemeinden sind Belpasso, Biancavilla, Paternò und Santa Maria di Licodia.

## Geschichte
Die Ursprünge Ragalna reichen in die Zeit der arabischen Herrschaft auf Sizilien zurück. Der Name stammt aus dem Arabischen und bedeutet etwa Dorf von Anna. Entwickelt hat sich die Siedlung als Aneinanderreihung von Häusern. Ein Zentrum bildete sich erst ab 1868, als die Pfarrkirche gebaut wurde. Seit 1985 ist Ragalna eine selbstständige Gemeinde. Im Sommer wächst die Gemeinde stark, da sie als Ferienort genutzt wird.

## Sehenswürdigkeiten
- Botanischer Garten von Catania